# Flûte harmonique
La flûte harmonique est une flûte caractérisée par l'absence de trous sur sa longueur, très répandue dans les pays scandinaves et en Europe de l'Est. 

## Utilisation
Un seul doigt est actif à l'extrémité de la flûte, qu'il bouche ou débouche ; ce qui permet de faire deux notes, dont les premières harmoniques s'obtiennent en augmentant le souffle.
Les notes le plus souvent utilisées sont comprises entre la deuxième et la 4e octave; on obtient alors une gamme dite harmonique.
La flûte harmonique peut jouer dans les registres aigus tout en gardant un volume modéré, en raison de la longueur de sa perce.

## Variétés

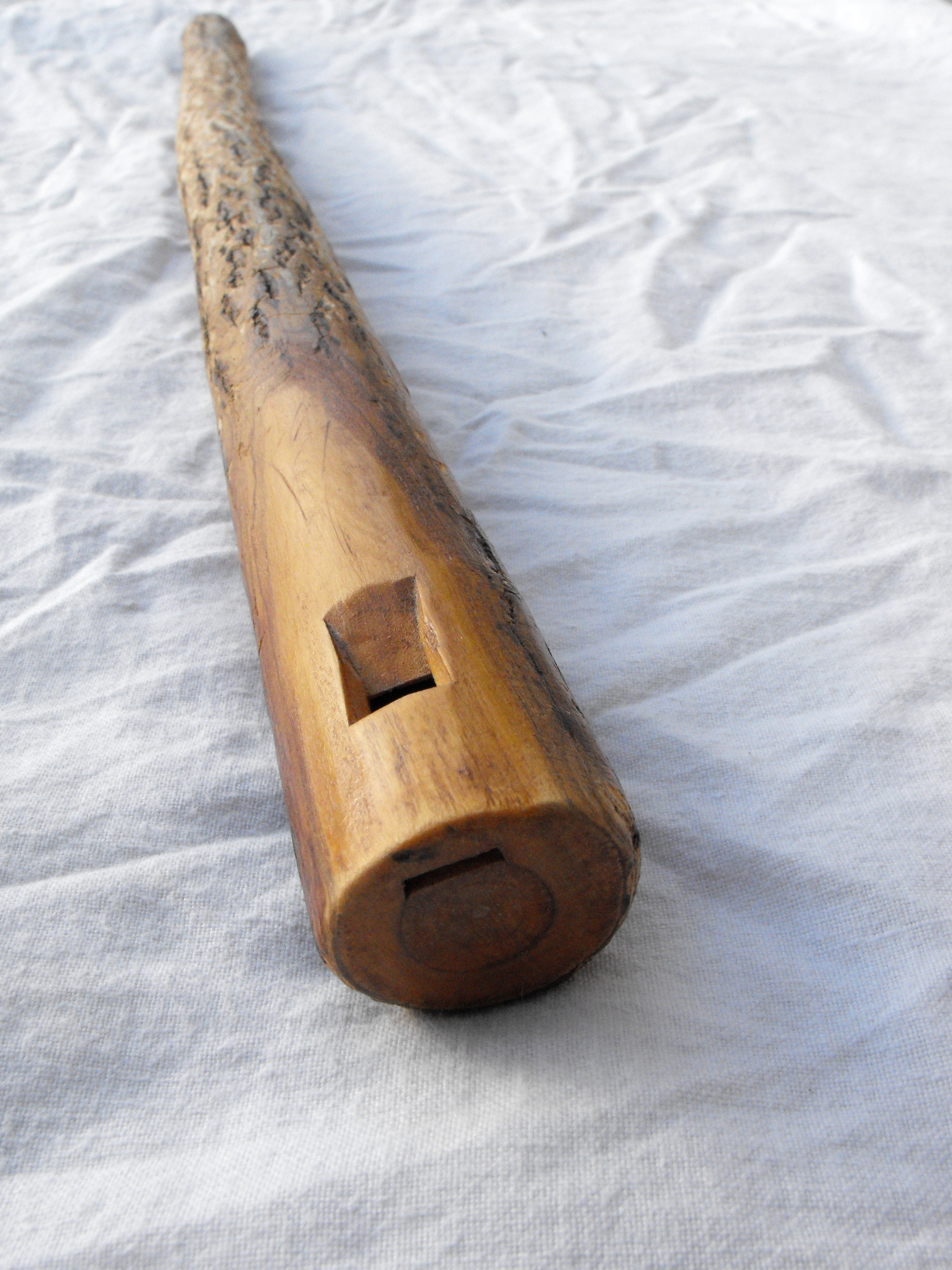
Koncovka.

On trouve cette flûte dans de nombreuses musiques traditionnelles notamment norvégiennes et suédoises.
- Koncovka
- Fujara
- Kalyuka
- Seljefloyte
- Tilinko